# Expensive Pain
Expensive Pain è il quinto album in studio del rapper statunitense Meek Mill, pubblicato nel 2021.

## Tracce
1. Intro (Hate on Me) – 2:55
2. Outside (100 MPH) – 3:19
3. On My Soul – 2:22
4. Sharing Locations (featuring Lil Baby & Lil Durk) – 2:41
5. Expensive Pain – 3:34
6. Ride for You (featuring Kehlani) – 3:02
7. Me (FMW) (featuring ASAP Ferg) – 3:00
8. Hot (featuring Moneybagg Yo) – 2:31
9. Love Train – 3:55
10. Northside Southside (featuring Giggs) – 3:03
11. We Slide (featuring Young Thug) – 3:31
12. Tweaking (featuring Vory) – 3:17
13. Love Money – 3:02
14. Blue Notes 2 (featuring Lil Uzi Vert) – 3:50
15. Angels (RIP Lil Snupe) – 3:01
16. Cold Hearted III – 2:48
17. Halo (featuring Brent Faiyaz) – 3:32
18. Flamerz Flow (bonus track) – 1:41